# フレデリク・フォンタナローザ
フレデリク・フォンタナローザ（Frédérique  Fontanarosa, 1944年5月13日 - ）は、フランスのピアノ奏者。
パリ出身。1949年から1958年までエコールノルマル音楽院でシャルロット・コーズレにピアノを習う。その後パリ音楽院に進学してリュセット・デカーヴにピアノ、ピエール・パスキエに室内楽をそれぞれ師事し、1964年にピアノでプルミエ・プリを取得。音楽院を卒業後も、ジョゼフ・カルヴェに室内楽のレッスンを受けた。音楽院在学中の1961年から兄のパトリスとルノーとでピアノ三重奏団を結成。